# Gumniska Wielkie
Gumniska Wielkie (niem. Gr Rüppertswalde) – osada w Polsce położona w województwie warmińsko-mazurskim, w powiecie ostródzkim, w gminie Małdyty.
W latach 1975–1998 miejscowość administracyjnie należała do województwa olsztyńskiego.
Wieś wzmiankowana w dokumentach z roku 1347 pod nazwą Ruprechtiswalt, jako wieś czynszowa na 50 włókach. W roku 1782 we wsi odnotowano 13 domów (dymów), natomiast w 1858 w 7 gospodarstwach domowych było 126 mieszkańców. W latach 1937–1939 było 100 mieszkańców. W roku 1973 jako majątek Gumniska Wielkie należały do powiatu morąskiego, gmina i poczta Małdyty.